# Gata (étel)
A gata (örményül: գաթա) örmény péksütemény vagy édes kenyér. Örményországban sokféle változata létezik, bizonyos városoknak vagy régióknak megvan a saját verziójuk. Különféle formában, méretben megtalálható, díszíthető vagy díszítetlenül hagyható. Régen a gatát tonírban sütötték, de ma már kemencében sütik. A kenyeret hagyományosan a Gyertyaszentelő Boldogasszony ünnepén fogyasztják, de más ünnepek alkalmával is, vagy egyszerűen kisütik egy csésze tea vagy kávé mellé.
Egyik népszerű változata a koritz (khoriz), egy lisztből, vajból és cukorból álló töltelék. A gata más töltelékeket is tartalmazhat, például dióféléket, leggyakrabban diót. Egyes változatok között szerepel, hogy a gata megsütése előtt érmét helyeznek a tésztába, a mondás szerint pedig aki megtalálja az érmével ellátott darabot, az jó szerencsével jár. A Garni és Geghard falvakból származó gatát sütés előtt díszítik, kerek és általában körülbelül egy láb átmérőjű. A Szeván-tó déli peremén, Tsovinar városában a gata sűrűbb és édesebb, és koritz nélkül, háromszög alakúra, díszítés nélkül sütik.

## Típusok

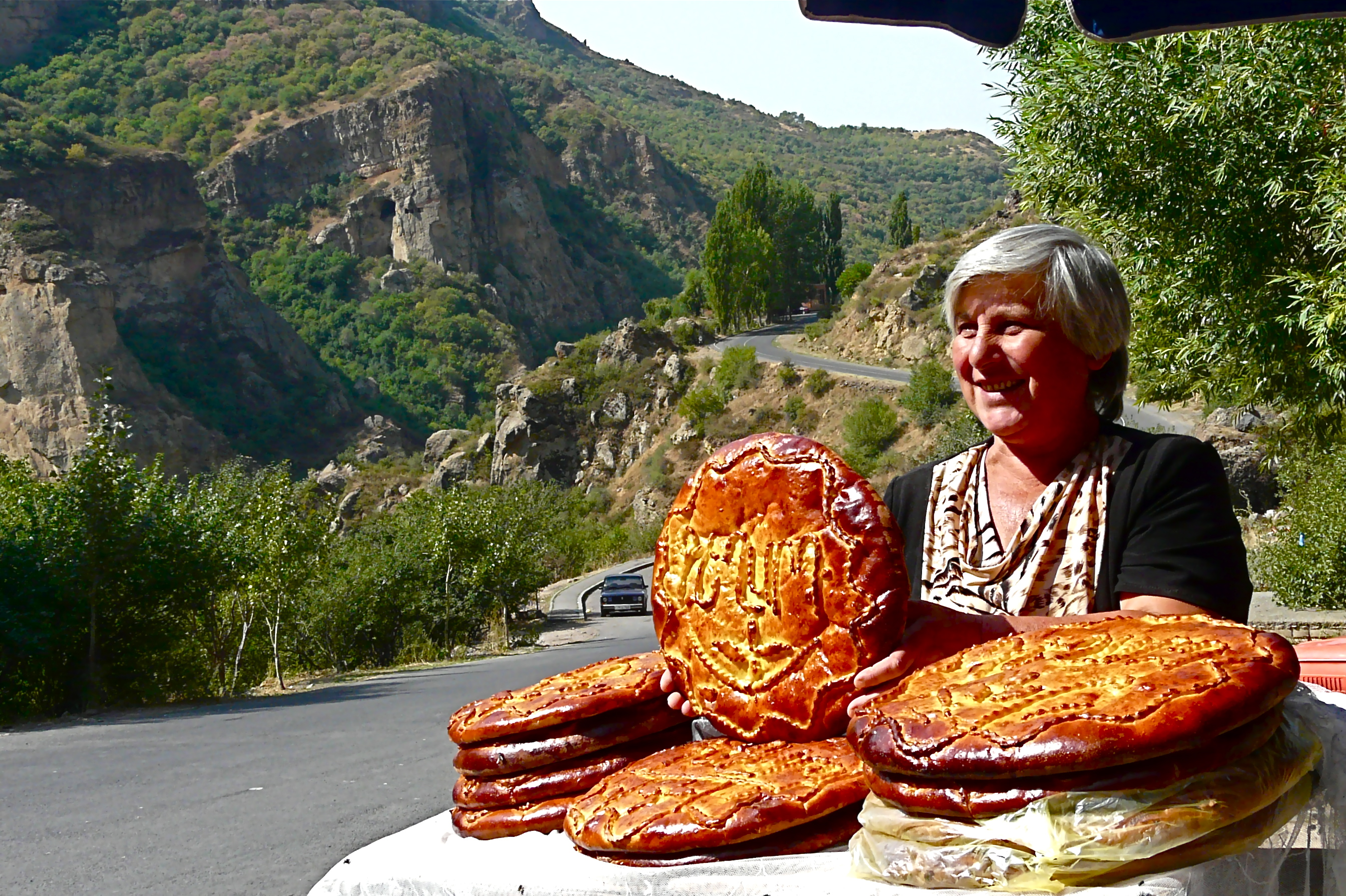
Örmény nő gatát árul

Egyes gaták croissant-hoz hasonlítanak, ezt dúsított kenyértésztából készítik, amelyet papírvékony, asztal széles lapokra sodornak „okhlavoo” (a tészta megmunkálására szánt fa tipli) segítségével, megkenik vajjal, feltekerik, mint egy szőnyeget, és spirálokra vágják. Rétegesen és ropogósra sütik. Máshol édesebb és határozottan süteményszerűbb, akár élesztővel, akár szódabikarbónával/savas tejkovászos tésztával készül (a sütőpor egészen a közelmúltig ismeretlen volt Örményországban, így a legtöbb vegyszeres kelesztésű pékáru szódabikarbóna és savas tejtermékből készült, például joghurt vagy tejföl kombinációjával). Ez utóbbi stílust általában lapított koronggá formázzák, és egyetlen réteg vajjal, liszttel, cukorral, vaníliával és néha apróra vágott diópasztával töltik meg, amelyet khoritz néven ismernek, és ez a keverék lényegében a streusel örmény megfelelője. Ezeket az egyszerűbb gatákat gyakran díszítik dekoratív tésztacsíkokkal vagy sütés előtt mintákat vágnak a tetejére.

## Kultúra
A gatát hagyományosan különféle ünnepi alkalmakkal fogyasztják. Például Örményországban a Gyertyaszentelő Boldogasszony idején (február 2.).

## Fordítás
- Ez a szócikk részben vagy egészben  a   Gata (food) című angol Wikipédia-szócikk ezen változatának fordításán alapul.  Az eredeti cikk szerkesztőit annak laptörténete sorolja fel. Ez a jelzés csupán a megfogalmazás eredetét és a szerzői jogokat jelzi, nem szolgál a cikkben szereplő információk forrásmegjelöléseként.